# 马铃薯果

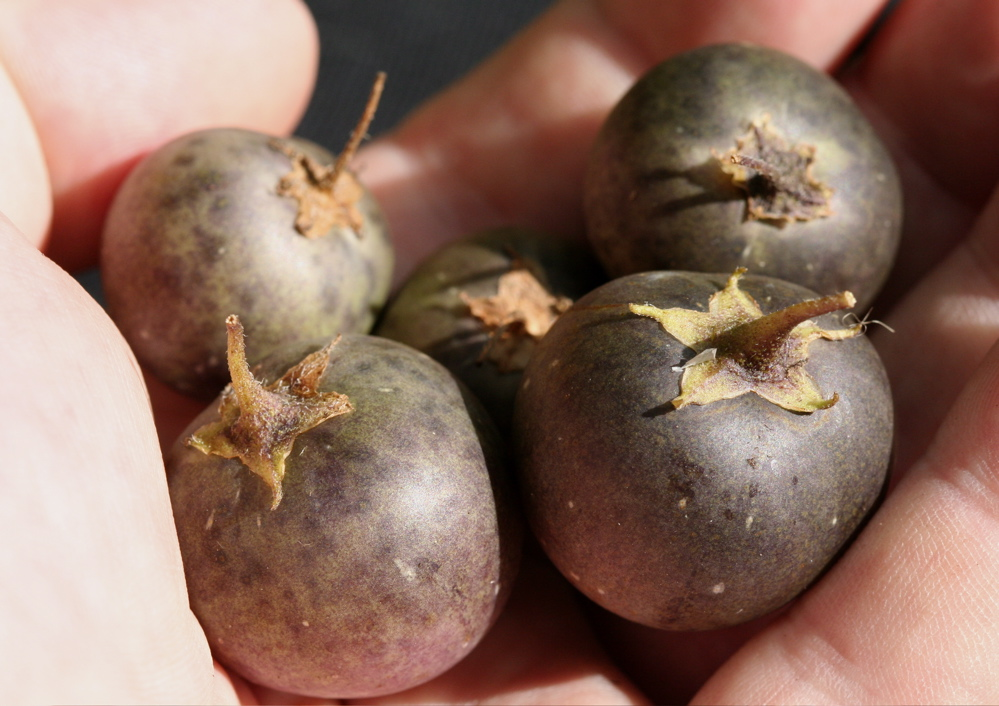
成熟马铃薯植株结出的有毒果实

马铃薯果（potato fruit）是马铃薯开花后结出的绿色果实，有毒，形似圣女果。

## 特征
马铃薯植株在开花后结出的小而绿的果实，其形似圣女果，每枚果实约含300粒种子。同马铃薯除了块茎以外的其他部分一样，马铃薯果含有茄碱，是一种有毒的生物碱，因此不宜食用。所有马铃薯新品种皆由种子发育而来，为了和种薯（用作繁育的块茎）区分，其种子也被称为“真马铃薯种子（true potato seed）”、“TPS”或“植物学种子（botanical seed）”。对于从种子繁育而来的新品种，可以通过将其块茎切成小块，每块包含至少1~2个芽眼或枝条，再栽培这些小块进行营养繁殖，这是一种在温室中生产健康种薯的惯用手段。由块茎繁育的植株是原植株的克隆体，而从种子繁育的植株则会产生一系列不同的品种。
马铃薯果通常在植株遇到凉爽的温度和充足的水分时产生。在2014年的美国密歇根州，由于当年7月气候比往年更凉爽和湿润，使马铃薯花有充足时间授粉和结果，许多园丁惊恐地发现马铃薯植株异常地结出了绿色果实。

## 流行文化
多萝西·L·塞耶斯1939年作品合集《以齿为证》中的短篇小说《The Leopard Lady》里，讲述了一个孩子食用了被注射了茄碱以增加其毒性的马铃薯果而中毒的情节。 